# Brian Pulido
Pour les articles homonymes, voir Pulido.
Brian Pulido né le 30 novembre 1961  est un scénariste de comics.

## Biographie
Pulido est le créateur de Lady Death & d'Evil Ernie avec Steven Hughes. Il fut éditeur de Chaos! Comics.
Brian Pulido réalise en 2004 un court métrage horreur There's Something Out There, qui reçut deux prix.

## Publications
- Lady Death (Avatar Press) avec Steven Hughes
  - Brian Pulido's Lady Death : A Medieval Tale (CrossGen) (avec Fabrizio Fiorentino, Ted Pertzborn)
  - Lady Death : Dark Millennium (Chaos! Comics)
- Evil Ernie
- Detonator #1-2 avec Steven Hughes
- Licence comics des films :
  - Les Griffes de la nuit, Freddy Krueger (comics)
  - Jason X, (comics)
  - The Texas Chainsaw Massacre (comics) (avec Jacen Burrows)
  - Texas Chainsaw Massacre: the Grind #1 (avec Daniel HDR, Andrew Dalhouse)
- Belladonna (avec Clint Hilinski, Di Amorim, Paulo Siqueira, Ron Adrian, Walter Geovani, Sean Shaw)
- Gypsy, (avec Paulo Siqueira, Richard Ortiz)
- Unholy, (avec Di Amorim, Ron Adrian, Walter Geovani, Greg Waller)
- Brinke of Eternity #1 (avec Adam Hughes & Mike Jensen) Chaos! Comics
- The Supernaturals #1-4 (Marvel Comics)
- Way of the Rat #22  (CrossGen)
- Rack & Pain 1-#4 (avec Greg Capullo,  Leonardo Jimenez) (Dark Horse Comics)
- Mischief Night #1 (avec Juan Jose Ryp) (Avatar Press)
- Lynch Mob #1 avec Greg Capullo,  Roman Morales III, Leonardo Jimenez, Jason Jensen (Chaos! Comics)

## Filmographie
- 2010 : The Graves (film) post production
- 2004 : There's Something Out There, (court métrage de 16 min)
- 2004 : Lady Death, animation A.D. Vision d'Andy Orjuela
- 1987 : Miracle sur la 8e rue (assistant production)

## Récompenses

### Récompenses
- Cine-Macabre 2004 (Cine-Macabre Award; Most Horrifying Film) There's Something Out There
- Rhode Island International Horror Film Festival, Best Short, Brian Pulido égalité avec The Crypt Club (2004).
- 2018 : prix Inkpot, pour l'ensemble de son œuvre